# Provincia Qyzylorda
Qyzylorda (în kazahă Qyzylorda oblysy, cu alfabetul chirilic: Қызылорда облысы) este o provincie a Kazahstanului. Ea se întinde pe suprafața de 226,000 km², are o populație de 596,000 locuitori cu o densitate de 2,6 loc./km². Aici se află orașul si cosmodromul Baikonur.
Provincia este situată în sudul țării, ea se învecinează cu Uzbekistanul, și cu provinciile kazahe Qaragandy (nord), Aktobe (nord-vest), Kazahstanul de Sud (est). Râul Sîr Daria trece prin această provincie.